# Figojad zielony
Figojad zielony (Sphecotheres vieilloti) – gatunek średniej wielkości ptaka z rodziny wilgowatych (Oriolidae).

## Występowanie
Figojad zielony występuje na północnych i wschodnich wybrzeżach Australii, w południowej części Nowej Gwinei oraz na wyspach Kai w Indonezji.
Środowiskiem naturalnym tego ptaka są brzegi lasów deszczowych, lasy galeriowe, namorzyny, parki i ogrody.

## Systematyka
Takson ten bywał czasami łączony w jeden gatunek z figojadem białobrzuchym (S. hypoleucus) i figojadem zielonkawym (S. viridis). Wyróżniono pięć podgatunków S. vieilloti:
- S. vieilloti salvadorii – południowo-wschodnia Nowa Gwinea
- S. vieilloti cucullatus –	wyspy Kai
- S. vieilloti ashbyi – północna Australia
- figojad żółtobrzuchy[3] (S. vieilloti flaviventris) – północno-wschodnia Australia i wyspy w Cieśninie Torresa
- figojad zielony[3] (S. vieilloti vieilloti) – wschodnia Australia

Podgatunek flaviventris bywał czasami uznawany za odrębny gatunek.

## Morfologia
Długość ciała 27–29,5 centymetrów, masa ciała 97–146 gramów.
Samca wyróżnia oliwkowozielone upierzenie z czarną głową oraz szara pierś i gardło. Ponadto charakteryzuje się nagą czerwoną skórą wokół oczu i bladym podbrzuszem. Samica natomiast ma brązowooliwkowe upierzenie, jaśniejszą głowę, szarą obrączkę oczną oraz blady brzuch z brązowymi cętkami.

## Lęgi
Okres lęgowy trwa do października do lutego na południu zasięgu oraz od września do marca na północy. Wyprowadza jeden lub dwa lęgi w sezonie. Gniazduje w luźnych koloniach. Gniazdo w kształcie czarki zbudowane z gałązek i włókien roślinnych zawieszone jest około 20 metrów nad ziemią. Samica składa od 2 do 4 jaj (najczęściej 3), okres inkubacji trwa od 16 do 17 dni. Zarówno samica, jak i samiec uczestniczą w karmieniu piskląt.

## Pożywienie
Głównie owoce (figi, jagody), rzadziej nasiona, nektar i owady, sporadycznie drobne kręgowce.

## Status
IUCN od 2000 roku uznaje figojada zielonego za gatunek najmniejszej troski (LC, Least Concern), wcześniej nie był klasyfikowany jako osobny gatunek. Liczebność populacji nie została oszacowana, ale ptak ten opisywany jest jako pospolity w Australii, ale rzadki na wyspach Kai. Trend liczebności populacji uznawany jest za stabilny.